# 八幡信用金庫
八幡信用金庫（はちまんしんようきんこ、英語：Hachiman Shinkin Bank）は、岐阜県郡上市に本店を置く信用金庫である。

## 概要
略称は『はちしん』。
福岡ひびき信用金庫の前身である「北九州八幡信用金庫」（きたきゅうしゅうやはたしんようきんこ、通称：はっしん）とは全く関連性はない。
ATMでは、東濃信用金庫・大垣西濃信用金庫・高山信用金庫・関信用金庫・岐阜信用金庫を含む全国の信用金庫（しんきんATMゼロネットサービス）のキャッシュカードによる入出金と十六銀行のキャッシュカードによる出金の利用手数料は自信金扱いとなる。

## 沿革
- 1926年（大正15年）10月19日 - 有限責任八幡信用組合として設立。
- 1941年（昭和16年）3月5日 - 保証責任八幡信用販売購買利用組合に名称変更。
- 1944年（昭和19年）7月1日 - 市街地信用組合に転換、保証責任八幡信用組合に改組。
- 1950年（昭和25年）4月1日 - 信用協同組合に転換、八幡信用組合に改組。
- 1952年（昭和27年）3月28日 - 信用金庫に転換、八幡信用金庫に改組。
- 2024年（令和6年）5月27日 - 本店を移転新築。

## 店舗
- 郡上市 : 本店、白鳥支店、高鷲支店、和良支店、大和支店、美並支店、小野支店
- 下呂市 : 金山支店
- 大野郡白川村：荘白川支店